# 穆庫索
穆庫索是西非國家安哥拉的城鎮，由喀丙達省負責管轄，位於該國南部，處於首都羅安達東南1,351公里，距離納米比亞的卡普里維地帶約15公里，人口3,959。
18°1′23″S 21°25′40″E / 18.02306°S 21.42778°E